# Glyphonycteris behnii
Glyphonycteris behnii é uma espécie de mamífero da família Phyllostomidae. Pode ser encontrada na Bolívia, Brasil e Peru.